# أنواع الدعارة في اليابان
أصبحت الدعارة في اليابان الحديثة غير قانونية بموجب المادة 3 من قانون منع البغاء (売春防止法 Baishun Bōshi Hō) لعام 1956. ومع ذلك، فإن تعريف الدعارة يقتصر بشكل صارم على الجماع مع «شخص غير محدد». وهذا يعني أن العديد من الأفعال مثل الجنس عن طريق الفم، الجنس الشرجي، الجماع الثديي وغيرها من الأفعال الجنسية غير الزوجية أمر قانوني.
إن قانون الأعمال التي تمس تنظيم الأخلاق العامة (風俗営業取締法 Fūzoku Eigyō Torishimari Hō) الذي صدر في 1948، والمعروف أيضًا باسم «قانون تنظيم الأعمال الترفيهية للبالغين»، الذي تم تعديله في 1985 و1999 و2005 ، ينظم ويقبل مثل هذه الأعمال.
بما أن الجماع الجنسي مقابل المال محظور رسميًا، فقد تطورت صناعة الجنس في اليابان إلى أشكال متعددة. فعلى سبيل المثال توجد أراضي الصابون، وهي بيوت للاستحمام حيث يتم تحميم الزبائن وتقديم الخدمات لهم من قبل الموظفين، وتوجد كذلك محلات الموضة الصحية (ファッションヘルス fasshon herusu) وصالونات التجميل الوردية (ピンクサロン pinkusaron) وأندية الصور (イメージクラブ imējikurabu) هي نظريا جلسات تدليك أو علاجات جمالية. كما تعمل الرفيقات (مومس الهاتفs) عن طريق خدمات التسليم الصحية (デリバリーヘルス Deribarii herusu). ويمكن لأصحاب الأعمال الحرة الاتصال بالزبائن المحتملين عبر مواقع deai (مواقع التعارف عن طريق الإنترنت)، ويطلق على القانون الفعلي للدعارة أنجو كوساي أو «المواعدة التعويضية» لتجنب المتاعب القانونية.

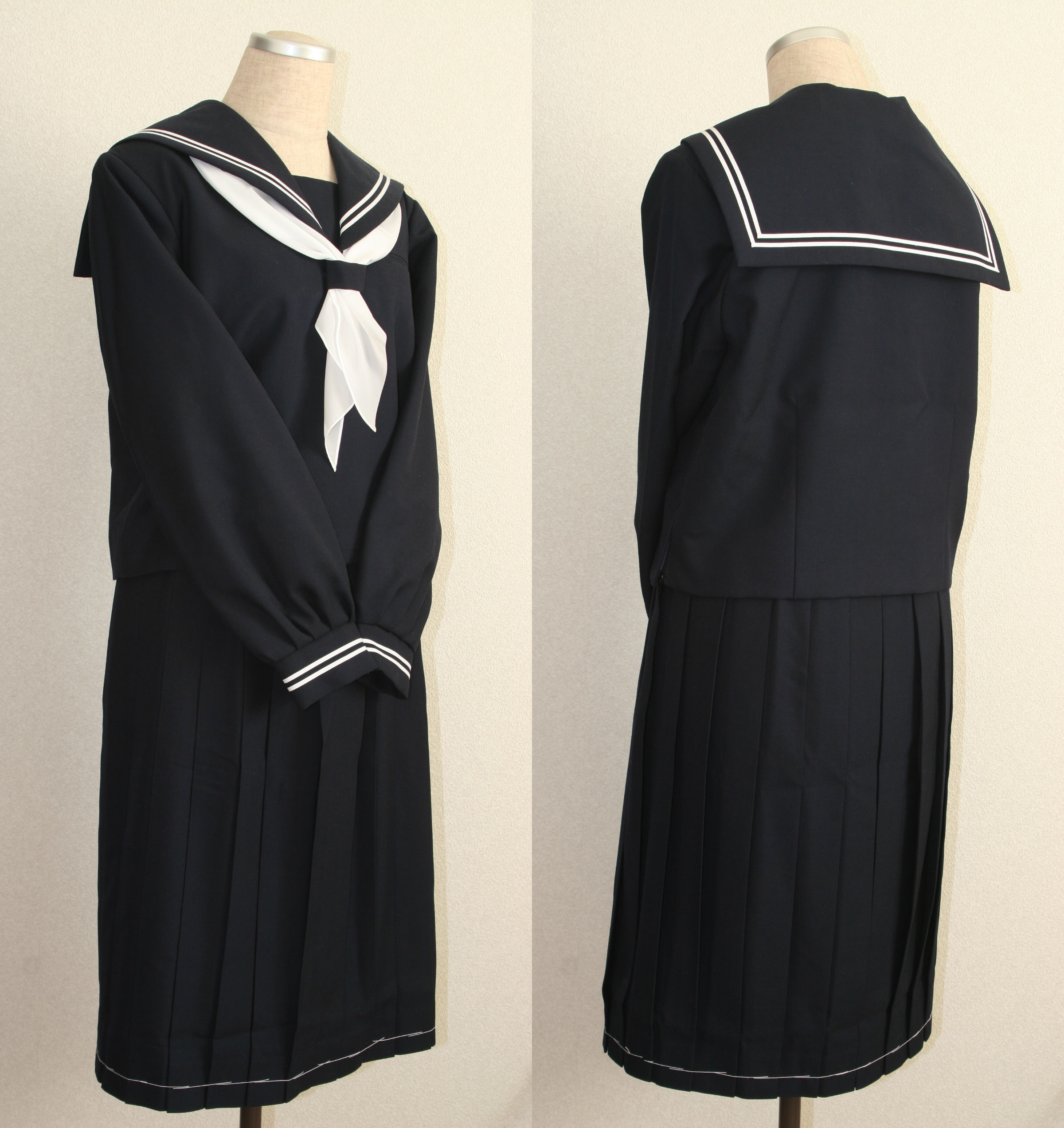
هذا الزي هو مثال على الأزياء التي ترتدى في أندية الصور.

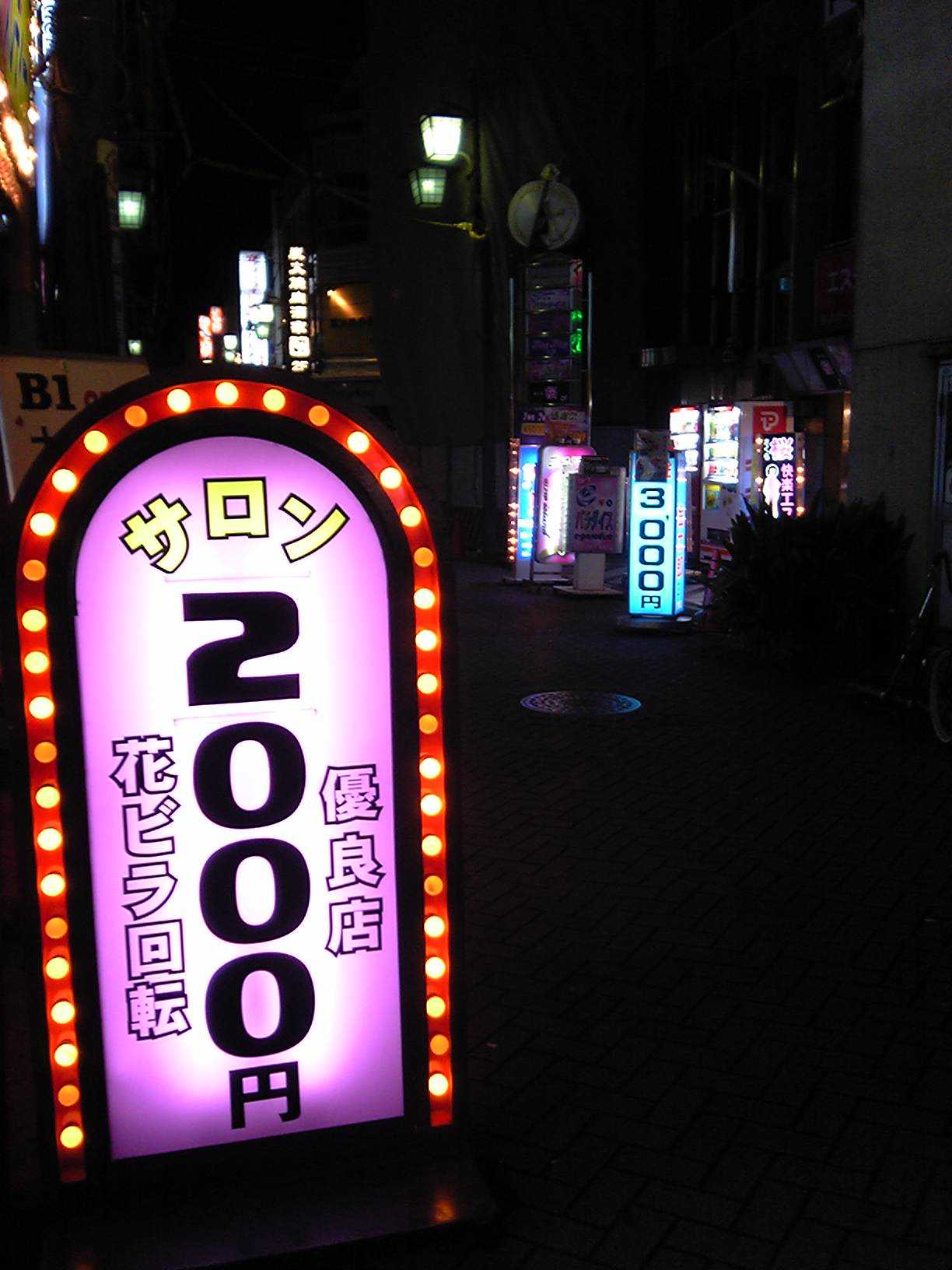
الصالونات الوردية في اليابان

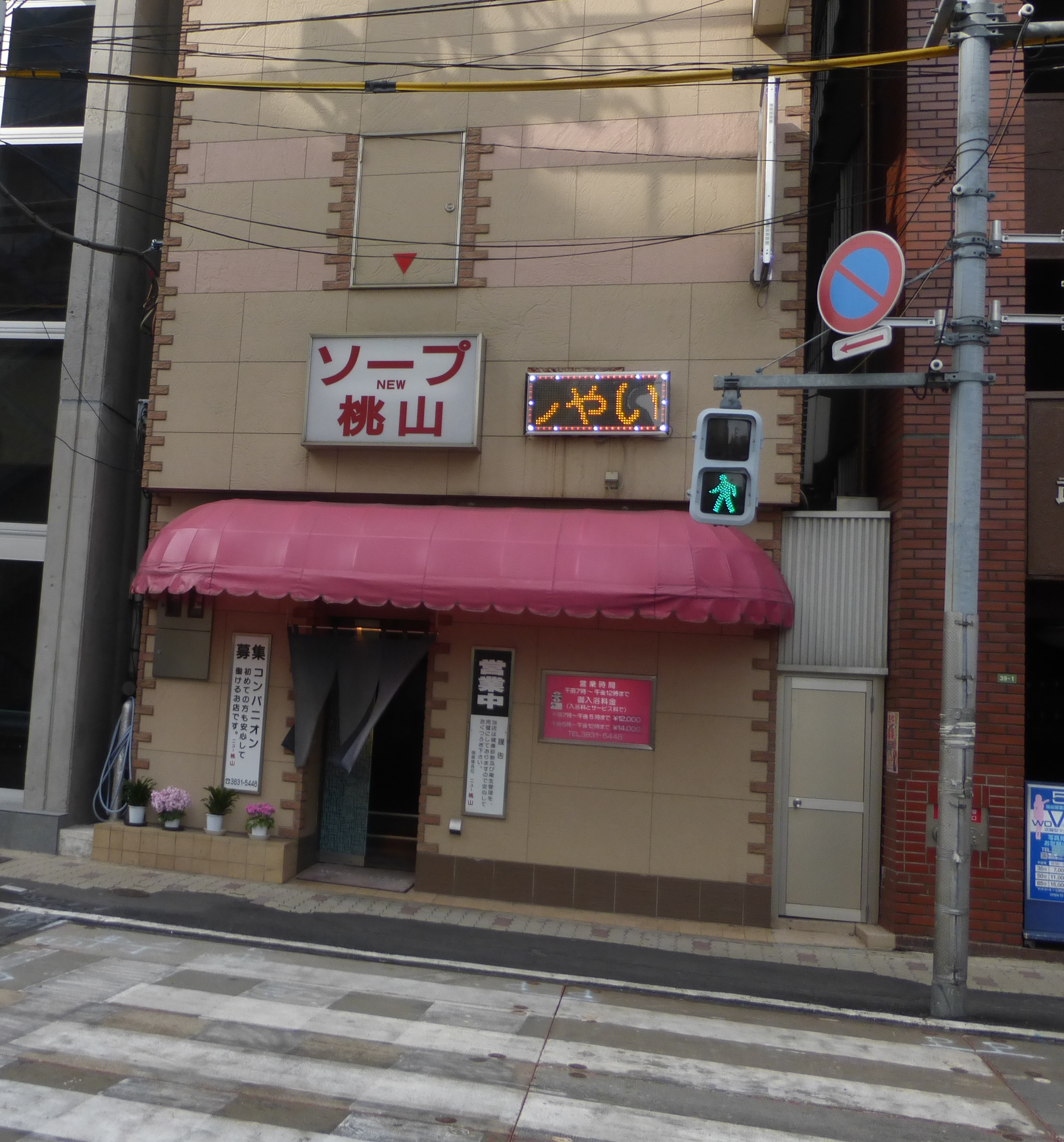
واجهة متجر أرض الصابون في عام 2015

## التسليم الصحي
التسليم الصحي (デリバリーヘルス Deribarii herusu، Delivery health)، هو شكل من أشكال الدعارة في اليابان على غرار الموضة الصحية، ولفظة «الصحة» عبارة عن مصطلح للخدمات الجنسية في اليابان. الفرق هو أن بيت الدعارة ليس له مبنى أو مقر محدد بل له في الأساس مرافقات (أو «خدمة مرافقة») مع نساء يتم إرسالهن إلى بيوت عملائهن أو إلى الفنادق.
يوزع أصحاب أعمال الفتيات المرافقات النشرات الإعلانية لخدمتهم في صناديق بريد المنازل والشقق، مقصورات الهواتف، والمراحيض العامة وما شابه ذلك في المدن الكبرى في اليابان. هناك أيضًا العديد من مواقع الويب للعثور على هذه الشركات أو غيرها من الشركات المماثلة.

## الموضة الصحية
الموضة الصحية (ファッションヘルス fasshon herusu، Fashion health) ス، أو الصحة، هي شكل من أشكال صالونات التدليك الذي يتحايل على قوانين مكافحة البغاء اليابانية من خلال تقديم مجموعة من الخدمات التي لا تصل إلى حد الجماع الجنسي.
يمكن العثور على أندية الموضة الصحية في أنحاء جميع المدن الكبرى في اليابان، ويسهل اكتشافها بسبب الأضواء الساطعة والديكور المتوهج لواجهاتها. وغالبًا ما يتم الإعلان عنها على أنها «نوادي صحية»، وهي قد تربك الأجانب غير المألوفين بأنشطتها الداخلية. وعادة ما تنشر هذه الأندية صوراً للمدلكات بالقرب من المدخل؛ ومع ذلك، يتم في بعض الأحيان اخفاء وجوههن وأعينهن بالبيكسل أو شرائط سوداء. كما تتميز بعض مداخل هذه النوادي بتصوير كاريكاتوري للخدمات المقدمة.

## نادي الصور
نادي الصور (イメージクラブ imējikurabu، image club)، أو imekura (イメクラ)، هو نوع من بيوت الدعارة في اليابان على غرار صالات الموضة الصحية. وهي تختلف في أن نوادي الصور تقدم الأوهام الجنسية المشهورة مثل المكتب، وجراحة الطبيب، والفصول الدراسية، أو عربة القطار. العمال أنفسهم، الذين تقتصر أنشطتهم عادة على ممارسة الجنس عن طريق الفم، يرتدون أزياء مبالغ فيها تتناسب مع طلبات الزبون ورغبته. أصبحت نوادي الصور التي تحاكي تحرش الركاب بالنساء في القطارات ذات شعبية في أعقاب فرض قوانين أكثر صرامة ضد التلمس في القطارات.
قد تقدم نوادي الصور تسعيرًا مفصلًا لخدمات معينة مثل التقاط صور فورية أو إزالة ملابس داخلية أو أخذها إلى المنزل. ويتم دفع أجور النساء اللاتي يعملن في أندية الصور ما بين 30000 إلى 35000 ين في اليوم، وقد يحصلن على أكثر من مليون ين في الشهر.

## الصالون الوردي
الصالون الوردي (ピンクサロン pinkusaron، pink salon)، أو pinsaro (ピンサロ) باختصار، هو نوع من بيوت الدعارة في اليابان وهو متخصص في ممارسة الجنس عن طريق الفم.
تتجنب الصالونات الوردية قوانين مكافحة الدعارة من خلال تقديم الطعام، والعمل دون غرف الاستحمام أو الغرف الخاصة، والحد من خدمات الجنس الفموي المقدمة. وقد يكون هناك أيضًا أنشطة إضافية مثل التصبيع والمفاخذة sumata. توجد هذه الصالونات في جميع أنحاء اليابان، والنساء اللاتي يعملن فيه قد يخدمن أكثر من عشرة رجال أو أكثر في كل نوبة.

## أرض الصابون
أرض الصابون (ソープランド sōpurando، Soapland)، أو sōpu، هي كلمة انجلو-يابانية Japanglish تم إنشاؤها من كلمتين باللغة الإنجليزية «الصابون» و «الأرض» وهي جزء من صناعة الترفيه الليلية في اليابان، والمعروفة أيضًا باسم ميزو شوباي Mizu shōbai.
هناك أنواع مختلفة من أراضي الصابون، وعادة ما تكون موجودة في مجمعات بأعداد مختلفة. وتقع المجمعات المعروفة في سوسوكينو في سابورو، يوشيوارا وكابوكيتشو في طوكيو، كاوازاكي، كانازوان في جيفو، أوغوتو في شيجا، وفوكوهارا في كوبي، ساغامينوماتا في اوداوارا، وناكاسو في فوكوكا، ولكن هناك مناطق أخرى، وخاصة في مدن الأونسين (الينابيع الساخنة). على الرغم من أن الزبائن الرئيسيين لأراضي الصابون هم من الذكور، إلا أن هناك أيضًا عدد قليل من أراضي الصابون مخصصة للزبائن من الإناث. وتختلف أسعار الجلسة في أرض الصابون تبعًا لموقعها ووقتها ومكانة المزود وطول الجلسة.

### الثغرة القانونية
على الرغم من حظر أي جنس بين «أشخاص غير محددين»، فهو ليس محظور بين «أشخاص محددين» (معارف). في كتابه، Fuzoku Eigyo Torishimari (التحكم في عمليات ممارسة الجنس)، يوثق أستاذ جامعة كانساي يوشيكازو ناغاي بأن أراضي الصابون تستغل هذا لتوفير الاتصال الجنسي بحيث يدفع الزبائن رسوم دخول إلى «استخدام مرافق الاستحمام» ورسوم أخرى منفصلة إلى المدلكة. أثناء إجراء التدليك، يصبح الاثنان «من المعارف» بحيث لا يُنظر إلى أي خدمات جنسية مدفوعة الأجر تتبع ذلك على أنها دعارة على النحو المحدد في القانون. هذا التفسير للقانون يستخدم منذ الستينيات.

### الأصل
ظهرت أراضي الصابون عندما أصبحت الدعارة الصريحة في اليابان غير قانونية في عام 1958، وهي شكل بسيط من أشكال الاستحمام حيث تغسل النساء أجساد الرجال. وكانت تعرف في الأصل باسم toruko-buro، مما يعني الحمام التركي. وفي أعقاب حملة عام 1984 التي قام بها الباحث التركي نورسات سانكالي (Nusret Sancaklı)، استنكر فيها استخدام هذا الاسم في بيوت الدعارة، فكان الاسم الجديد «أرض الصابون» هو الاسم الفائز في مسابقة على مستوى البلاد لإعادة تسميتها.

## سوماتا
سوماتا (素股 Sumata) (يُعرف أحيانًا في الغرب باسم pussyjob) هو مصطلح ياباني لممارسة الجنس غير الاختراقي الشائع في بيوت الدعارة اليابانية. وهو شكل من أشكال الاحتكاك تؤديه الموظفة على زبون ذكر. حيث يفرك الزبون القضيب بفخذيها. والهدف هو تحفيز القذف دون الإيلاج. هذا النشاط يتحايل على قانون منع البغاء لعام 1956، الذي يحظر الاتصال الجنسي مقابل المال.